# Conacul Schilling de la Corneni
Castelul Schilling din satul Corneni, județul Cluj, construit (și refăcut) în sec. XVIII-XIX în stil baroc, este înscris pe lista monumentelor istorice din județul Cluj elaborată de Ministerul Culturii și Patrimoniului Național din România în anul 2010, cu cod LMI CJ-II-m-B-07578. 

## Istoric

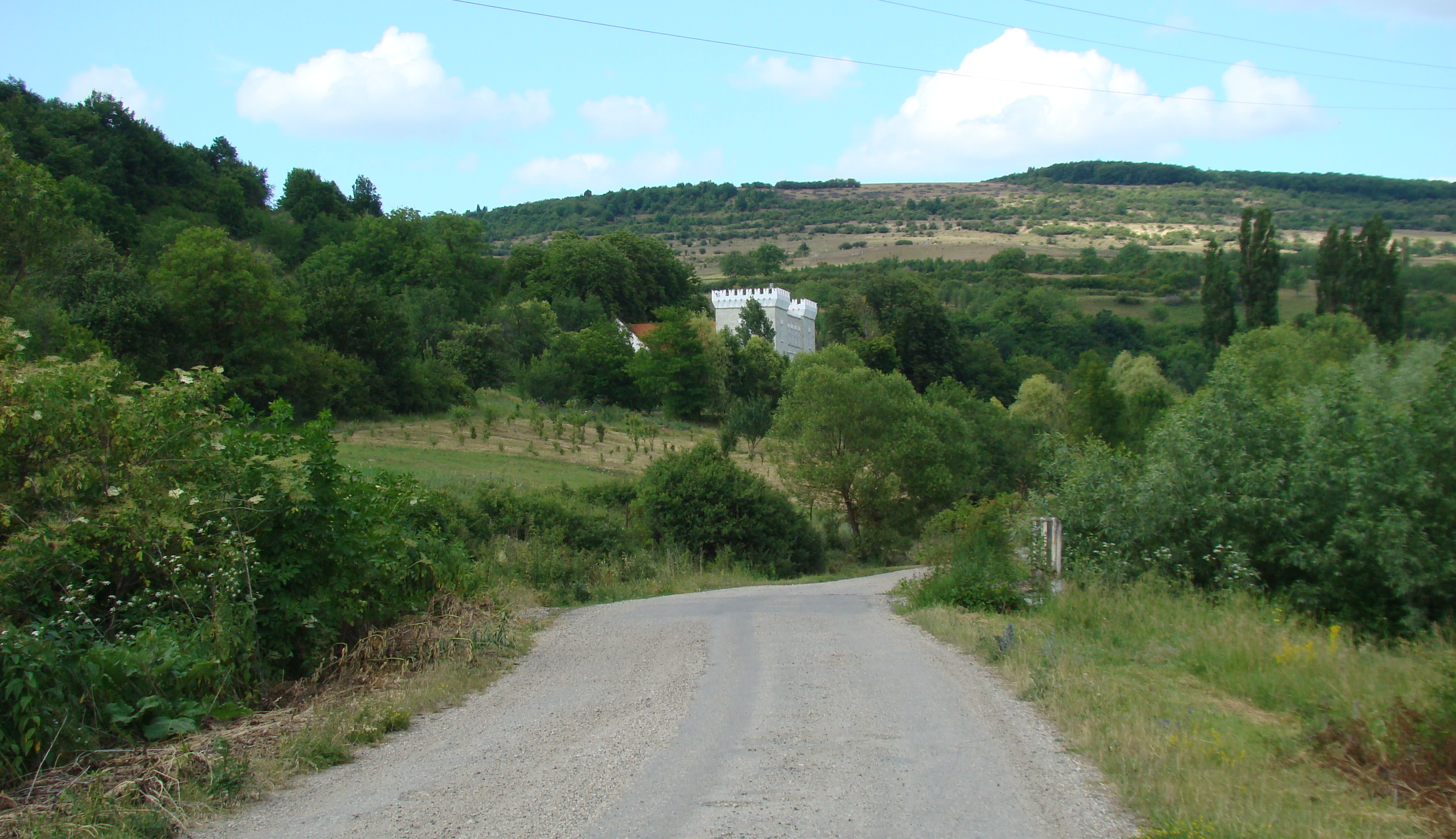
Perspectivă asupra locației Castelulului Schilling din satul clujean Corneni, foto: iunie 2014.

În forma actuală, castelul (mai curând un conac) a fost construit între 1898-1900 de avocatul Bokros Lajos, pe moșia Inczédy, moștenită de soția sa, Inczédy Julianna. Pe fațadă este montată o placă de piatră pe care sunt sculptate stemele familiilor Inczédy și Wass. Sub ele, o inscripție în limba maghiară care, în traducere, sună astfel: L.B.N.V. dragul conte Intzédi György / împreună cu a lui Was Ágnes a sfințit această casă sălaș liniștit ai moștenitorilor Iehovei / a terminat construirea în anul 1774. Se presupune că provine dintr-o clădire anterioară de pe acest amplasament. În 1903, prin căsătorie, castelul a ajuns în proprietatea lui Rudolf Schilling, notar regal, soția sa fiind Bokros Júlia, fiica lui Bokros Lajos și Inczédy Julianna. După naționalizarea din 1948, clădirea a fost folosită ca școală și sediu de Gospodărie Agricolă Colectivă. În 2005, clădirea i-a fost retrocedată deputatului UDMR Takács Csaba.